# Miss Danmark (dokumentarfilm)
|  | Denne artikel er oprettet af botten Steenthbot ud fra en ekstern database. Den kan derfor have sproglige fejl eller mangler. Denne skabelon kan fjernes efter kontrol af indholdet. |

Miss Danmark er en dansk dokumentarfilm fra 1971 instrueret af Kjeld Ammundsen efter eget manuskript.

## Handling
Kåring af Miss Danmark 1969. Filmen indeholder interviews med nogle af deltagerne før, under og efter ceremonien. Desuden bringes udtagelser af konkurrencens arrangører. Aftenens store vinder er Jeanne Perfeldt, der både bliver kåret til Miss København og Miss Danmark.